# Por qué será (álbum)
Por qué será es el título de álbum de estudio grabado por el cantautor ítalo-venezolano Rudy La Scala. Fue lanzado al mercado por la empresa discográfica Sonográfica en 1991.

## Lista de canciones
1. Mi amor divino
2. Es qué eres tú
3. Por qué será
4. No soy el mismo hombre
5. Amigo gringo
6. Come compañero
7. Si amas, déjalo libre
8. Me cambiaste la vida
9. Cree
10. Cuando el corazón
11. Los amigos de mi barrio

- Datos: Q7229895